# ФК Нюкасъл Юнайтед
Футболен клуб Нюкасъл Юнайтед (на английски: Newcastle United Football Club) е английски професионален футболен клуб от Нюкасъл. Създаден е през 1892 г. след обединението на два местни клуба, играе мачовете си на стадион "Сейнт Джеймсис Парк“  (известен за кратко с името  Спортс Дайрект Арена. След едногодишен престой във второто ниво на английския футбол – Чемпиъншип, от сезон 2010 – 11 отборът играе отново във Висшата лига на Англия, но през сезон 2015/16 отново изпада в Чемпиъншип. През сезон 2016/17 в Чемпиъншип, отборът печели промоция за влизане във Висшата Лига. През сезон 1993/94 Нюкясъл заемат 3-тата позиция във Висшата Лига, като голмайстор на сезона става Анди Коул, именно от Нюкасъл. По-късно Коул заиграва за Манчестър Юнайтед. През сезон 1995/96 и 1996/97 Нюкасъл заемат 2-рата позиция във Висшата Лига, като през двата сезона изпускат първата позиция в последните кръгове и Манчестър Юнайтед стават шампиони, което наистина разочарова феновете на Нюкасъл. През 1905, 1907, 1909 и 1927 печелят Първа дивизия, а Втора дивизия през 1965 (Чемпиъншип през 1993 и 2010). Купата на Англия е печелена 6 пъти от Нюкасъл (1910, 1924, 1932, 1951, 1952 и 1955). Едно от големите отличия на Нюкасъл в международен план е спечелването на Купа Интертото през 2006 година.

## Успехи
- Английска първа дивизия / Английска висша лига
  - шампион – 1905, 1907, 1909, 1927
  - втори – 1996, 1997
- Английска втора дивизия / Чемпиъншип
  - шампион – 1965, 1993, 2010, 2017
  - втори – 1898, 1948
- ФА Къп
  - носител – 1910, 1924, 1932, 1951, 1952, 1955
  - финалист – 1905, 1906, 1908, 1911, 1974, 1998, 1999
- Купа на лигата на Англия
  - носител – 2025
  - финалист – 1976, 2023
- Купа на панаирните градове
  - носител – 1969
- Купа Интертото
  - финалист – 2001
  - победител – 2006

## Състав

### Настоящ състав
Към 15 август 2025 г.

## Известни футболисти
- Джаки Милбърн – наричан ('Wor Jackie')
- Малкълм Макдоналд
- Пол Гаскойн
- Крис Уодъл
- Лес Фердинанд
- Боби Мичъл
- Фаустино Асприля
- Алън Смит
- Алън Шиърър
- Гари Спийд
- Дитмар Хаман
- Майкъл Оуен
- Нолберто Солано
- Деймиън Дъф
- Жеан-Алън Бумсонг
- Емре Белозоглу